# Адміністративний устрій Калинівського району
Адміністративний устрій Калинівського району — адміністративно-територіальний поділ Калинівського району Вінницької області на 1 міську громаду, 2 сільські громади та 22 сільських рад, які об'єднують 58 населених пунктів та підпорядковані Калинівській районній раді. Адміністративний центр — місто Калинівка.

## Список громадКалинівського району
- Іванівська сільська громада
- Калинівська міська громада
- Новогребельська сільська громада
- Павлівська сільська громада

## Список радКалинівського району
| №  | Назва                          | Центр              | Населені пункти                                            | Площа (км²) | Площа (рік) | Населення (осіб) | Населення (рік) |
| -- | ------------------------------ | ------------------ | ---------------------------------------------------------- | ----------- | ----------- | ---------------- | --------------- |
| 1  | Байківська сільська рада       | с. Байківка        | с. Байківка с. Грушківці                                   | 4,069       | 2001        | 1118             | 2015            |
| 2  | Глинська сільська рада         | с. Глинськ         | с. Глинськ с. Панасівка                                    | 3,76        | 2001        | 1127             | 2015            |
| 3  | Голубівська сільська рада      | с. Голубівка       | с. Голубівка с. Гарасимівка с. Червоний Степ с-ще Голендри | 2,248       | 2001        | 993              | 2015            |
| 4  | Дружненська сільська рада      | с. Дружне          | с. Дружне                                                  | 0,259       | 2001        | 672              | 2015            |
| 5  | Жигалівська сільська рада      | с. Жигалівка       | с. Жигалівка                                               | 1,903       | 2001        | 549              | 2015            |
| 6  | Заливанщинська сільська рада   | с. Заливанщина     | с. Заливанщина с. Весела с-ще Первомайське                 | 5,078       | 2001        | 776              | 2015            |
| 7  | Іванівська сільська рада       | с. Іванів          | с. Іванів с. Слобідка                                      | 7,767       | 2001        | 5180             | 2015            |
| 8  | Мирненська сільська рада       | с. Мирне           | с. Мирне с. Польова Лисіївка с. Забара                     | 50,41       | 2001        | 1104             | 2015            |
| 9  | Бережанська сільська рада      | с. Бережани        | с. Бережани                                                | 2,701       | 2001        | 1238             | 2015            |
| 10 | Корделівська сільська рада     | с. Корделівка      | с. Корделівка с. Загребельня                               | 5,489       | 2001        | 3410             | 2015            |
| 11 | Котюжинецька сільська рада     | с. Котюжинці       | с. Котюжинці с. Тарасівка с-ще Гулівці                     | 6,64        | 2001        | 999              | 2015            |
| 12 | Лемешівська сільська рада      | с. Лемешівка       | с. Лемешівка с. Адамівка с. Малі Кутища с. Райки           | 2,145       | 2001        | 1318             | 2015            |
| 13 | Лісоволисіївська сільська рада | с. Лісова Лисіївка | с. Лісова Лисіївка                                         | 3,67        | 2001        | 1193             | 2015            |
| 14 | Люлинецька сільська рада       | с. Люлинці         | с. Люлинці с. Великі Кутища                                | 2,101       | 2001        | 695              | 2015            |
| 15 | Нападівська сільська рада      | с. Нападівка       | с. Нападівка с. Мончинці                                   | 28,6        | 2001        | 538              | 2015            |
| 16 | Пиківська сільська рада        | с. Пиків           | с. Пиків с. Шепіївка                                       | 39,12       | 2001        | 2500             | 2015            |
| 17 | Писарівська сільська рада      | с. Писарівка       | с. Писарівка                                               | 12,95       | 2001        | 802              | 2015            |
| 18 | Радівська сільська рада        | с. Радівка         | с. Радівка с. Софіївка                                     | 2,6         | 2001        | 1107             | 2015            |
| 19 | Сальницька сільська рада       | с. Сальник         | с. Сальник                                                 | 274,2       | 2001        | 1859             | 2015            |
| 20 | Уладівська сільська рада       | с. Уладівське      | с. Уладівське с. Антонопіль с. Вишневе с-ще Яблуневе       | 0,43        | 2001        | 1582             | 2015            |
| 21 | Хомутинецька сільська рада     | с. Хомутинці       | с. Хомутинці                                               | 13,91       | 2001        | 622              | 2015            |
| 22 | Черепашинецька сільська рада   | с. Черепашинці     | с. Черепашинці                                             | 0,477       | 2001        | 1360             | 2015            |

* Примітки: м. — місто, смт — селище міського типу, с. — село, с-ще — селище